# Fortún Ochoa

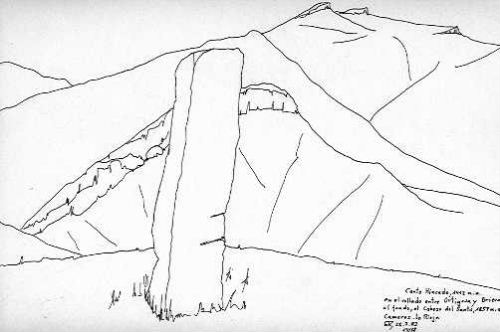
El menhir en Peña o Piedra Hincada (o Canto Hincado) que marcó los límites entre el reino de Pamplona y el reino de Castilla.

Fortún Ochoa ( c. 980-c. 1050), fue un miembro de la alta nobleza del reino de Pamplona, vasallo y hombre de confianza del rey Sancho III el Mayor rey de Pamplona y de su hijo y sucesor, el rey García Sánchez III, con cuya hija, Mencía Garcés, contrajo matrimonio en 1044. Gobernó varias tenencias estratégicas, entre ellas Viguera, Arnedo, Cantabria y los Cameros, esta última también señorío que llevó su esposa Mencía como dote. 

## Relaciones familiares
Su filiación no ha sido confirmada. Para Gregorio Balparda, su patronímico, Ochoa, que significa «lobo» en euskera, pudo ser  un cognomento (apodo) y que, aunque no se puede afirmar con fundamento quien fue su padre, sospecha que lo fue Lope Íñiguez de Marañón. Juan Antonio Llorente opina que Fortún era miembro de la casa real de Pamplona por línea femenina y de la de Aragón por varonía, como hijo de Ocso Fortúnez, nieto de Fortún Galíndez, y bisnieto del conde Galindo II Aznárez y de su esposa la infanta Sancha Garcés, hija del rey García Jiménez. Probablemente tuvo dos hermanos; Jimeno Ochoa (Ogoaiz) que ejercía la tenencia de Lizarrara (Estella) en 1024, y Lope Ochoa (Ossanariz, Oggandariz, Oggandar) tenente en Asa (Puebla de la Barca, hermandad de Laguardia). 

## Esbozo biográfico

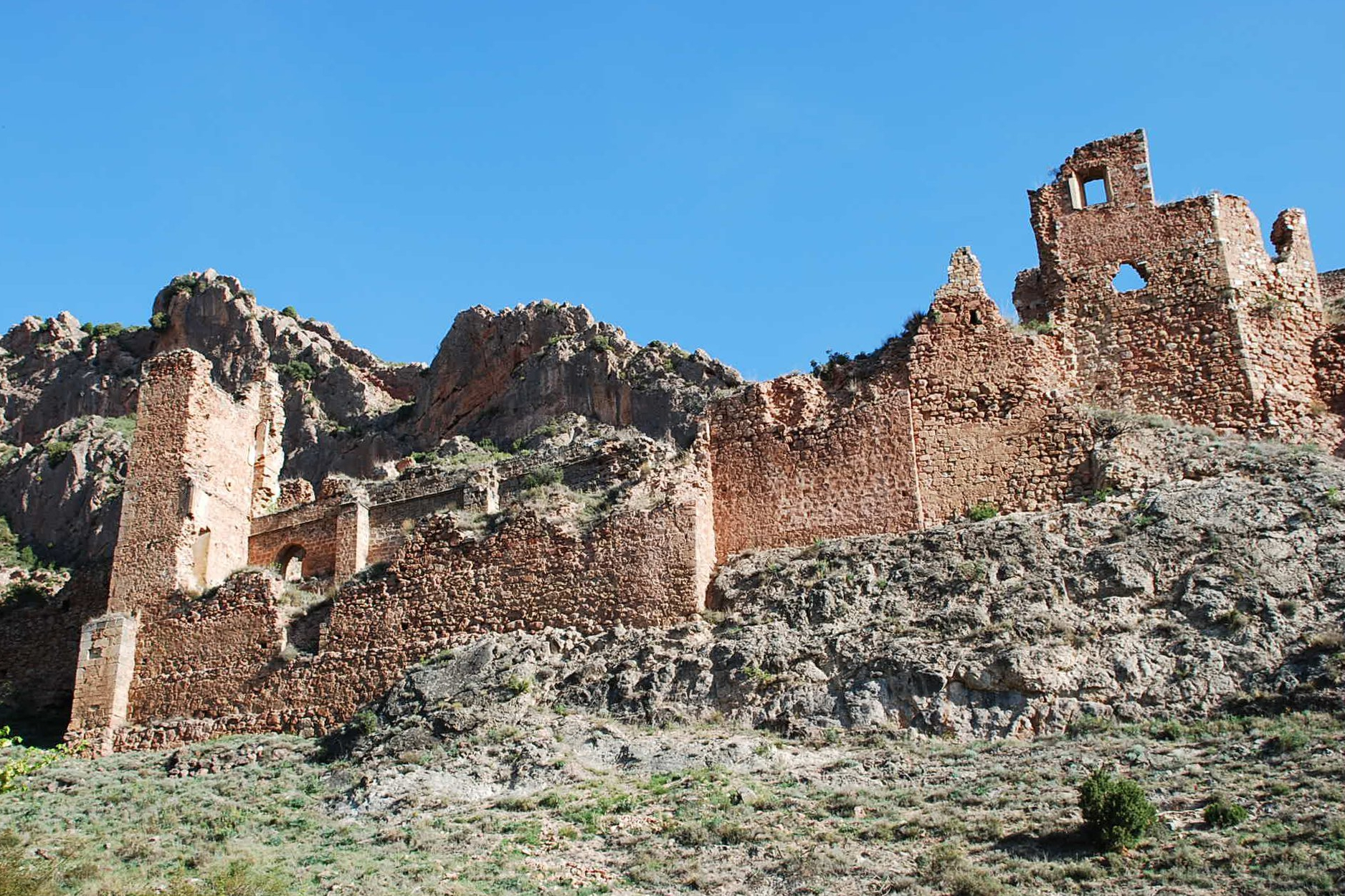
Ruinas del monasterio de San Prudencio de Monte Laturce donde recibieron sepultura Fortún Ochoa y su esposa Mencía Garcés.

En 1016, junto con Nuño Álvarez de Carazo, castellano, fijó la frontera entre el reino de Pamplona y el condado de Castilla, roborando el documento como senior Furtun Oggoiz de Pampilona.
Ejerció la tenencia de Viguera desde abril de 1013 a noviembre de 1050, la de Arnedo en mayo de 1040, y la de Cantabria - Meltria desde octubre de 1015 hasta abril de 1042. Le fue encomendada la tenencia de los Cameros hacia 1040 por el rey García Sánchez III de Pamplona, y su mujer Estefanía a quien el rey García en 1038 entregó varias heredades como prenda de casamiento o arras, entre ellas ambabus Cambaribus (los dos Cameros). Aunque fue el primer tenente de los Cameros, no es hasta su bisnieto Jimeno Íñiguez que el señorío de los Cameros o tenencia se transmite ininterrumpidamente de padre a hijo.
En 1045 participó en la conquista de Calahorra y el rey García nombró como primer gobernador de esta plaza al hijo de Fortún, Sancho Fortúnez aunque más tarde, en 1059, tuvo que ceder el cargo al infante Ramón Garcés.  En 1049 le regaló su suegro «palacios, tierras, heredades, viñas, molinos y vasallos» en Nalda, Leza de Río Leza y Jubera compartiendo el señorío de estos lugares con su mujer.
Murió c. 1050 en Leza y fue enterrado en el monasterio de San Prudencio de Monte Laturce, donde también recibió sepultura su esposa Mencía.

## Matrimonio y descendencia
Casó en 1044 con Mencía Garcés, hija natural del rey García Sánchez III de Pamplona. Fortún Ochoa fue padre de varios hijos, aunque algunos fueron seguramente de un matrimonio anterior ya que los hijos de Fortún aparecen gobernando varias tenencias en fechas cercanas al matrimonio con Mencía, nacida alrededor de 1030.
- Aznar Fortúnez, quien figura en la documentación desde 1030 como tenente en Huarte, Azofra y Azagra (mayo de 1040 a noviembre de 1044) y también en los Cameros en 1043.
- Íñigo Fortúnez, tenente en Arnedo después de la muerte de su padre.
- Sancho Fortúnez, tenente en Pancorbo, Azofra, Tobía y Grañón.
- Lope Fortúnez, tenente en Calahorra y en Azagra. Aparece varias veces en el monasterio de San Millán de la Cogolla y en el de Oña testificando como cabellerizo y offertor. Ya había fallecido en 1082.
- Jimeno Fortúnez, tenente en Cameros y en Viguera.

También pudo ser el padre de:
- Toda Fortúnez u Ortiz, esposa de Íñigo López, señor de Vizcaya[c] así como otras hijas.[d]